# 소도촌
소도촌(宗道村)은 이바라키현 도요다군·유키군에 일찍이 존재했던 촌이다. 현재의 시모쓰마시 남부에 해당한다.

## 지리
- 현재 시모쓰마시 남부, 옛 지요가와촌의 중부에 위치하고 있다.

## 역사
- 1889년 4월 1일 - 정촌제 시행에 의해 도요다군 소도촌이 성립하였다.
- 1913년 11월 1일 - 조스철도 (현재의 조스선)가 개업하였다.
- 1955년 1월 1일 - 고카이촌, 오가타촌과 합병해 지요가와촌이 성립하여, 동일 소도촌은 폐지되었다.

## 인구
| 1891년 | 2,292 |
| 1920년 | 2,543 |
| 1935년 | 2,744 |
| 1950년 | 3,446 |
| 1953년 | 3,382 |

## 교통

### 철도
- 조스철도 → 조스쓰쿠바철도 (→ 간토철도)
  - 조스선